# Fromage à pâte molle à croûte fleurie
 (juin 2023).
Si vous disposez d'ouvrages ou d'articles de référence ou si vous connaissez des sites web de qualité traitant du thème abordé ici, merci de compléter l'article en donnant les références utiles à sa vérifiabilité et en les liant à la section « Notes et références ».
Le fromage à pâte molle à croûte fleurie est un type de fromage.
Les pâtes molles sont ensemencées en surface avec une moisissure qui provoque, par affinage en cave, l'apparition d'une croûte.
Le terme à pâte molle s'applique à un fromage qui, au moment de sa fabrication, ne subit ni chauffage, ni pressage. La pâte est alors onctueuse voire coulante à pleine maturation du fromage. Les pâtes molles conservent une humidité supérieure aux pâtes mi-dures ou dures.
Le terme à croûte fleurie s'applique à un fromage dont la croûte est couverte de penicillium, ce qui lui donne un aspect duveteux blanc. Donc les fromages à croûtes lavées ou morgées sont à distinguer des croûtes fleuries.

## Liste

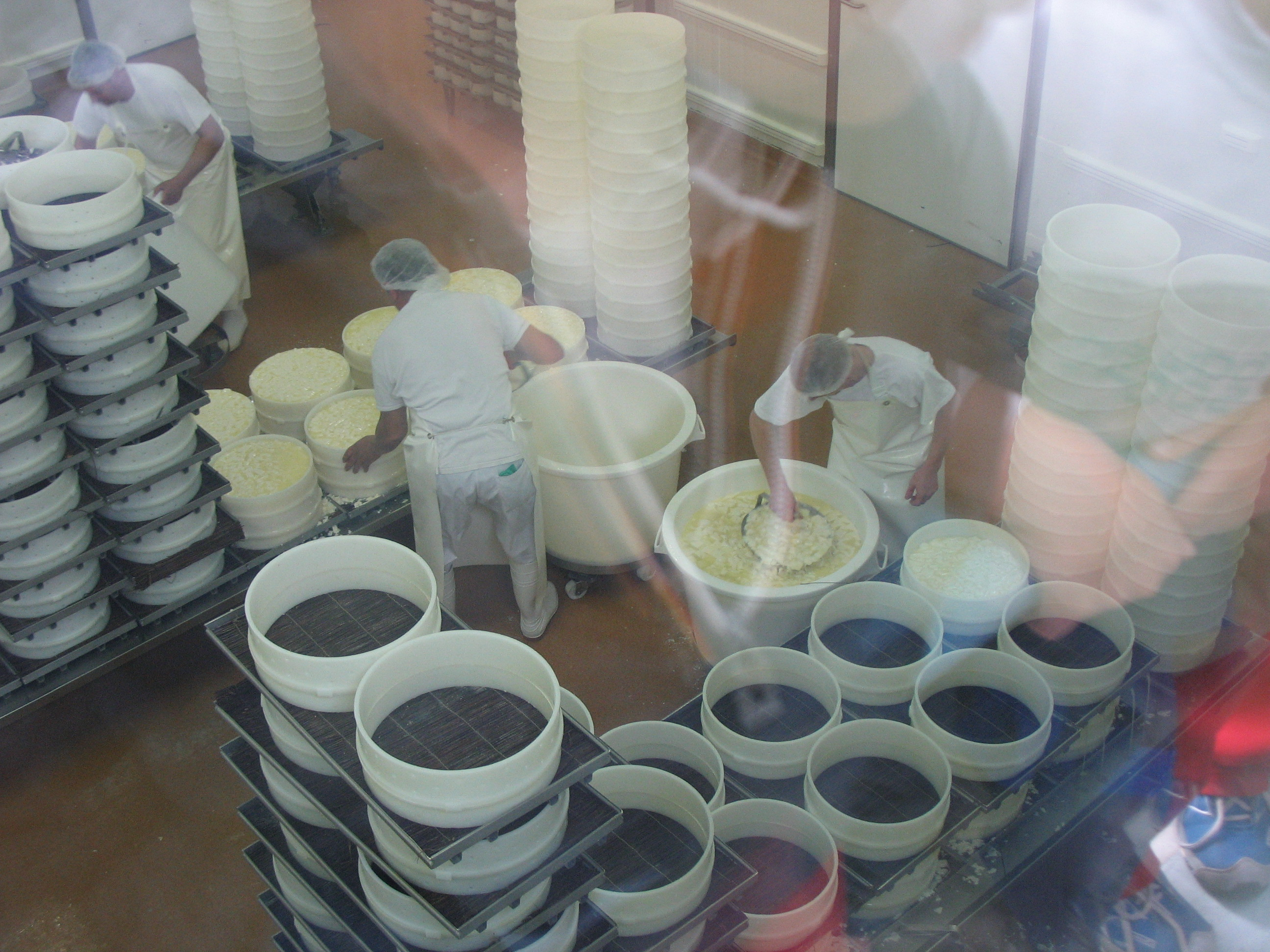
Le moulage du fromage de brie.

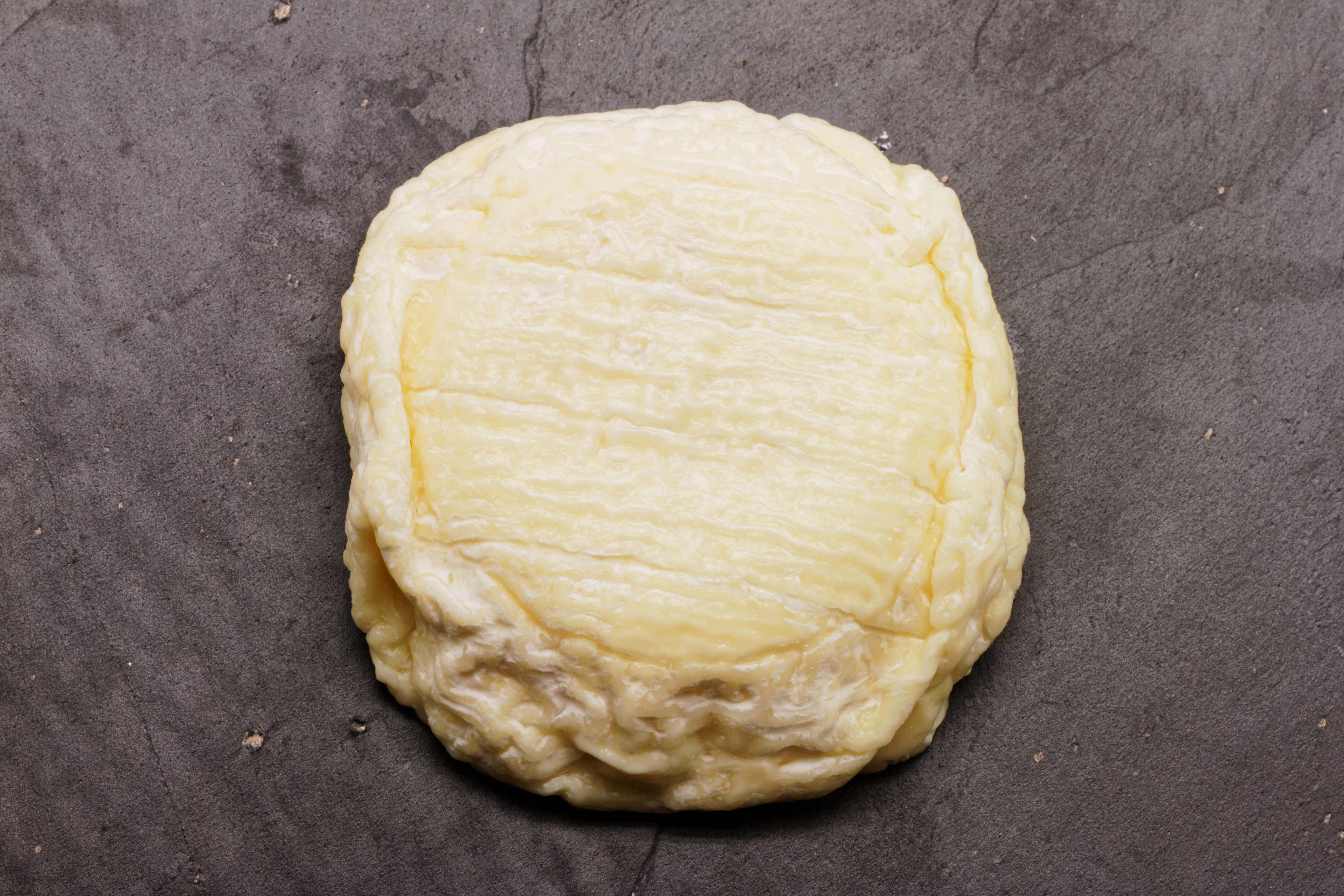
Le saint-marcellin.

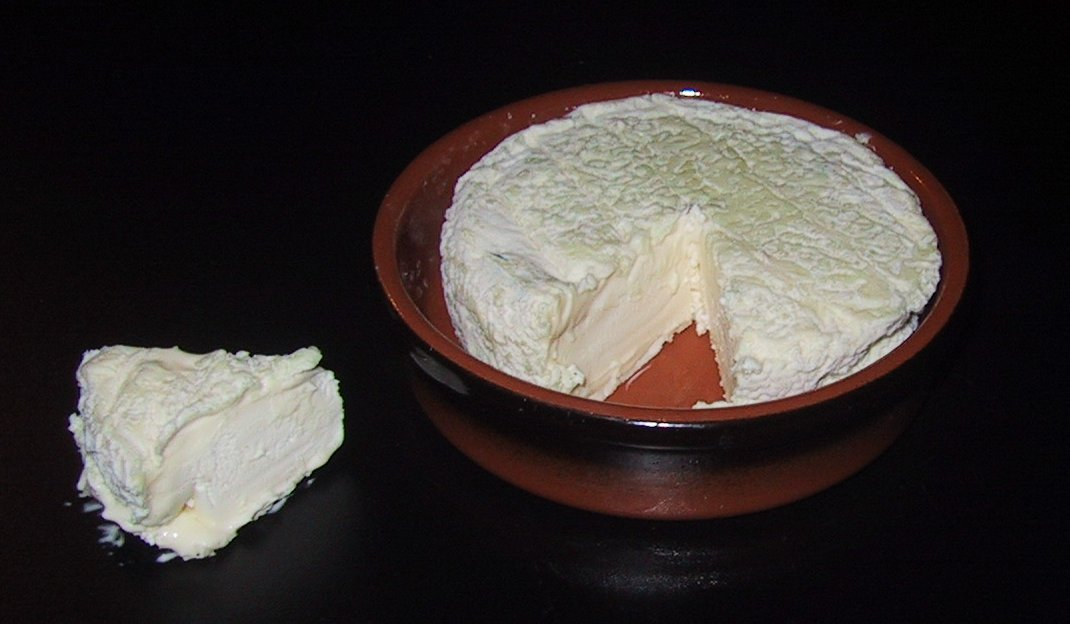
Le saint-félicien.

- Banon
- les bries
  - Brie de Fontainebleau
  - Brie de Meaux
  - Brie de Melun
  - Brie de Montereau
  - Brie de Nangis
  - Brie de Provins
  - Brie fermier
- Brillat-savarin
- Brique Brebis
- Brique Chèvre
- Brique de Pays
- Cabecou
- les camemberts
  - Camembert au calvados
  - Camembert de Normandie
  - Camembert fermier
- Carré de l'Est
- Carré du Poitou
- Chabichou du Poitou
- Chabis
- Chaource
- Charolais
- Coulommiers
- Couronne Lochoise
- Crottin de Chavignol
- Délice de Bourgogne
- Feuille de Dreux
- Gratte Paille
- Mottin charentais
- Neufchâtel
- Palet de vache
- Pélardon
- Pérail
- Pouligny-saint-pierre
- Rigotte de Condrieu
- Saint-félicien
- Saint-marcellin
- Selles-sur-cher
- Tomme de Provence
- Tomme vaudoise